# 科谢伊罗
科谢伊罗是葡萄牙布拉加区的一个堂区。总面积4.21平方公里，总人口511人，人口密度121.4人/平方公里。